# Kreis Bélapátfalva
Der Kreis Bélapátfalva (ungarisch Bélapátfalvai járás) ist ein Kreis im Nordosten des nordungarischen Komitats Heves. Er grenzt im Süden an den Kreis Eger und im Westen in einem kleinen Stück an den Kreis Pétervására. Im Norden und Osten bildet das Komitat Borsod-Abaúj-Zemplén die Grenze.

## Geschichte
Der Kreis entstand im Zuge der ungarischen Verwaltungsreform Anfang 2013 als Nachfolger des gleichnamigen Kleingebiets (ungarisch Bélapátfalvai kistérség) mit 8 der 13 Gemeinden. Die restlichen 5 Gemeinden (mit 3.330 Ew. oder 27,3 % der Bevölkerung des Kleingebiets) wechselten in den südlicher gelegenen Kreis Eger.

## Gemeindeübersicht
Der Kreis Bélapátfalva hat eine durchschnittliche Gemeindegröße von 1.061 Einwohnern auf einer Fläche von 22,61 Quadratkilometern. Die Bevölkerungsdichte des kleinsten und bevölkerungsärmsten Kreises liegt unter dem Wert des gesamten Komitats. Der Verwaltungssitz befindet sich in der einzigen Stadt, Bélapátfalva, im Zentrum des Kreises gelegen.
| Gemeinde           | Status   | Herkunft Kleingebiet | Einwohnerzahl | Einwohnerzahl | Einwohnerzahl | Fläche (km²) | Bevölkerungs- dichte (Ew./km²) |
| Gemeinde           | Status   | Herkunft Kleingebiet | 01.10.2011    | 01.01.2013    | 01.01.2016    | 01.01.2016   | Bevölkerungs- dichte (Ew./km²) |
| ------------------ | -------- | -------------------- | ------------- | ------------- | ------------- | ------------ | ------------------------------ |
| Balaton            | Gemeinde | Bélapátfalva         | 1.098         | 1.076         | 1.033         | 13,20        | 78,3                           |
| Bekölce            | Gemeinde | Bélapátfalva         | 648           | 617           | 591           | 13,77        | 42,9                           |
| Bélapátfalva       | Stadt    | Bélapátfalva         | 3.092         | 3.075         | 2.979         | 36,63        | 81,3                           |
| Bükkszentmárton    | Gemeinde | Bélapátfalva         | 315           | 291           | 278           | 8,26         | 33,7                           |
| Mikófalva          | Gemeinde | Bélapátfalva         | 770           | 748           | 704           | 14,41        | 48,9                           |
| Mónosbél           | Gemeinde | Bélapátfalva         | 370           | 375           | 363           | 13,78        | 26,3                           |
| Nagyvisnyó         | Gemeinde | Bélapátfalva         | 1.000         | 968           | 914           | 43,02        | 21,2                           |
| Szilvásvárad       | Gemeinde | Bélapátfalva         | 1.685         | 1.720         | 1.623         | 37,82        | 42,9                           |
| Kreis Bélapátfalva |          |                      | 8.978         | 8.870         | 8.485         | 180,89       | 46,9                           |